# José María Orense
Pour les articles homonymes, voir Orense (homonymie).

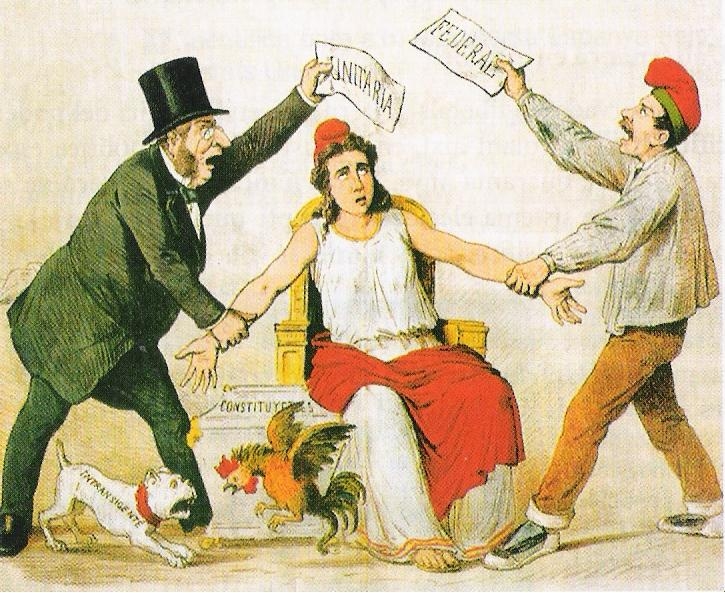
Illustration de la revue satirique La Flaca. La Première République espagnole entre le centralisme (Emilio Castelar) et le fédéralisme (José María Orense).

José María Orense Milá de Aragón Herrero, né à Laredo le 28 octobre 1803 et mort à Santander le 29 novembre 1880, est un homme politique démocrate et journaliste espagnol.

## Biographie
Il fut à diverses reprises député des provinces de Palencia et Santander entre 1844 et 1856. En 1856 il tenta d'ourdir une révolte contre O'Donnell et fut condamné à l'exil. Il poursuivit son travail de contestation républicaine par le biais de ses publications et de son activisme au sein du Parti démocrate espagnol. Membre de l'assemblée constituante en 1869, il la quitta à la suite du choix par cette dernière de la monarchie et participa à diverses insurrections républicaines dans les mois qui suivirent, dirigeant lui-même celle de Béjar. Lorsque fut rétablie la République en France en 1870, il organisa divers foyers de soutien à ses homologues français. Il aspirait à une fédération des peuples latins et à une république universelle. Il fut désigné président des Cortes à la suite de la proclamation de la Première République espagnole mais il démissionna, prenant la tête du retrait des députés qui se montraient intransigeants envers la politique du président Francisco Pi y Margall. Il fut élu député pour la province de Palencia aux élections du 10 mai 1873. En 1874 il s'exila en France jusqu'en 1877. Il mourut à Santander en 1880.

## Œuvres
- Los presupuestos como los desea el pueblo español, o sea proyecto de enmienda a los de la Comisión del Congreso de Diputados y del Gobierno, Madrid 1848.
- A l’Assemblée Nationale, Pau 1848.
- Avec Mendialdúa F., Apéndice a los programas políticos, Madrid 1849.
- Avec Mendialdúa F., Sistema del gobierno español en materia de elecciones, Bayona 1851.
- Avec Mendialdúa F., Señores electores del distrito de Palencia, Bayona 1851.
- Avec Mendialdúa F., Histoire du parti liberal en Espagne, Bruselas 1853.
- Avec Mendialdúa F., Lo que hará en el poder el partido democrático y lo que hará en el poder el partido progresista, Madrid 1858.
- Avec Mendialdúa F., Los Fueros, Madrid 1859.
- Avec y Mendialdúa F., La democracia tal cual es, Madrid 1862.
- Avec Mendialdúa F., Treinta años de gobierno representativo en España, Madrid 1863.
- Avec Mendialdúa F., Ventajas de la República Federal, Madrid 1870.